# Leibi
Die Leibi ist ein 21,9 km langer, rechter bzw. südlicher Nebenfluss der Donau im Landkreis Neu-Ulm (Bayern, Deutschland). 

## Name
Im Jahr 1360 wird die Leibi erstmals schriftlich erwähnt (enhalb der Libin). Der Name geht wohl auf einen römischen Ortsnamen Līviānum mit der Bedeutung „Landgut eines Livius“ zurück und wurde auf den Fluss übertragen.

## Verlauf
Ihren Ursprung hat die Leibi direkt neben einem Industriegebiet im Westteil von Weißenhorn, das sie, wie die Felder nördlich davon, in Süd-Nord-Richtung durchfließt. Dann weicht sie kurzzeitig an einem Waldgebiet nach Westen aus. Im weiteren Verlauf führt sie am Weiler Hirbishofen (Pfaffenhofen an der Roth) vorbei, durch die Gemeinde Holzheim und die Ortschaft Steinheim (östlicher Stadtteil von Neu-Ulm). Danach fließt sie im Bereich der Anschlussstelle „Nersingen“ zweimal unter der Autobahn A7 hindurch und verändert ihren Weg ab diesem Zeitpunkt in Richtung Nordosten. Hierbei durchläuft sie auch die Ortschaft Leibi (nordwestlicher Gemeindeteil von Nersingen) und mündet schließlich, nachdem sie ein paar Hundert Meter durch den Auwald geflossen ist, in die von Westen kommende Donau.